# Vicke Viking (TV-serie)
Vicke Viking (tyska: Wickie und die starken Männer) är en tysk-österrikisk-fransk 3D-animerad serie från 2014. Den är baserad på ZDF:s animerade serie Vicke Viking från 1974; båda serierna bygger på barnboksserien om vikingapojken Vicke av den svenska författaren Runer Jonsson.
Tillsammans med Biet Maya från 2013 är serien den andra animeklassikern från 1970-talet som ZDF har återlanserat som en ny animerad serie.[källa behövs]

## Handling
Vicke är en liten pojke med jordgubbsblont, axellångt hår som bor i den lilla vikingabyn Flake med sina föräldrar Ylva och Halvar, byns hövding. Han är ingen typisk vikingapojke, han är rädd av sig och inte särskilt stark. Men han imponerar med sin höga intelligens, med vilken han stöttar de vuxna och sina vänner gång på gång i till synes hopplösa situationer och hjälper dem att hitta en lösning.
Tillsammans med Halvar och hans skeppsbesättning av mer eller mindre "starka" män upplever Vicke nya farliga eller roliga äventyr i varje avsnitt. Till en början måste han hävda sig mot lagets skepsis, men utvecklas snabbt till en maskot som vikingarna inte längre vill resa utan.

## Rollista
| Roll        | Tyska originalröster |
| ----------- | -------------------- |
| Vicke       | Ben Hadad            |
| Halvar      | Tilo Schmitz         |
| Ylvi        | Tabea Meifert        |
| Faxe        | Tom Deininger        |
| Gorm        | Tim Sanders          |
| Urobe       | Hasso Zorn           |
| Snorre      | Gerald Schale        |
| Hemska Sven | Marco Kröger         |
| Ylva        | Ariane Borbach       |
| Tyure       | Stephen Staudinger   |
| Gilby       | Cedric Eich          |
| Pokka       | Joachim Kaps         |
| Ulme        | Rainer Fritzsche     |
| Gunnar      | Timur Bartels        |
| Karl        | Vincent Borko        |
| Baltac      | Klaus-Dieter Klebsch |

### Svenska röster
- Leopold Römpötti, Stephan Karlsén, Marie Robertson, Fredde Granberg, Figge Norling, Rafael Edholm, Clara Rynger[3]
- Översättare – Göran Berlander[4]

## Visningar och utgivning
Serien har visats flera gånger på Barnkanalen och utgavs 2014 på DVD av Svensk filmindustri.